# Bengt Simonsen (narciarz)
Bengt Simonsen, właściwie Olav Gustav Bengt Winge Simonsen (ur. 14 marca 1904 w Oslo, zm. 14 marca 2004 w Råde) – norweski narciarz i trener narciarski.

## Życiorys
Miał średnie wykształcenie leśnicze i drzewiarskie, ukończył też zimową szkołę rolniczą. Wiosną 1929 wyjechał na pół roku do Kenii, a po powrocie, w grudniu tegoż roku uległ wypadkowi, który spowodował konieczność amputacji lewej nogi. W 1933 kupił posiadłość w Råde, początkowo prowadził tam gospodarstwo rolne i leśne, a od 1945 prowadził dom wakacyjny dla dzieci, później także dom dziecka, a od 1953 razem z żoną dom dla dzieci z trudnych środowisk.
W młodości był utalentowanym skoczkiem narciarskim, uprawiał też kombinację norweską. W sezonach 1927/1928 i 1928/1929 został zatrudniony przez Polski Związek Narciarski celem szkolenia sportowców (mężczyzn i kobiet) zrzeszonych w organizacji, polecony przez Norweski Związek Narciarski. 
W tym czasie uczestniczył w polskich zawodach skoków narciarskich. 